# Southern Hills Country Club
De Southern Hills Country Club is een countryclub in de Verenigde Staten. De club werd opgericht 1936 en bevindt zich in Tulsa, Oklahoma. De club beschikt over een 27-holes golfbaan, waarvan een 18-holes ("Front Nine / Back Nine) en een 9-holes ("West Nine") baan. De Front Nine / Back Nine-baan werd geopend in 1931 en ontworpen door de golfbaanarchitect Perry Maxwell. De West Nine-baan werd geopend in 1992 en ontworpen door de architecten Ben Crenshaw en Bill Coore.

## Golftoernooien
Het eerste golftoernooi dat de club ontving was het US Women’s Amateur, in 1946. De eerste major was het US Open, in 1958. De volgende grote toernooien waren onder andere het PGA Championship en het Tour Championship.
Voor het toernooi is de lengte van de baan voor de heren en de dames 6412 m met een par van 70. Voor de heren is de course rating 74,0 en de slope rating is 136.
- US Women’s Amateur: 1946[5]
- US Junior Amateur: 1953[5]
- US Open: 1958, 1977 & 2001[5]
- US Senior Amateur: 1961[5]
- US Amateur: 1965 & 2009[5]
- PGA Championship: 1970, 1982, 1994 & 2007[5]
- US Women’s Mid-Amateur: 1987[5]
- Tour Championship: 1995 & 1996[5]

## Trivia
Naast een golfbaan, beschikt de club ook over een zwembad, een fitnesscentrum en twaalf tennisbanen.